# Betica
La Betica o Hispania Baetica fu una delle province romane in cui venne suddiviso il territorio della penisola iberica (Hispania) a partire dalla riforma augustea del 27 a.C. Il nome fa riferimento al fiume Guadalquivir, che i Romani chiamavano Baetis.

## Statuto
La provincia comprendeva la parte meridionale della penisola, in corrispondenza con l'attuale Andalusia, con capitale Corduba (nome ufficiale Colonia Iulia Patricia Corduba, l'attuale Cordova). Fu inserita tra le province senatorie e venne governata da un propretore.

## Storia

### Inizio della conquista romana (218-206 a.C.)
La seconda guerra punica tra Cartagine e Roma venne provocata dalla disputa tra le due potenze su chi dovesse controllare Sagunto, una città costiera ellenizzata e alleata dei Romani. Dopo una grande tensione nel governo cittadino culminante nell'assassinio dei sostenitori di Cartagine, Annibale cinse d'assedio la città di Sagunto nel 218 a.C. La città chiese aiuto ai Romani, ma i Romani non mossero un dito per aiutarli. In seguito a un prolungato assedio e una battaglia sanguinosa in cui Annibale stesso venne ferito e l'esercito praticamente distrutto, i Cartaginesi si impossessarono della città.
I Cartaginesi provarono a difendere il loro operato e quello di Annibale, adducendo come scusa che nel trattato precedente dopo la prima guerra punica non si faceva alcun cenno all'Iberia e quindi all'Ebro, ma Sagunto era considerata alleata ed amica del popolo romano. La guerra fu inevitabile, solo che come scrive Polibio, la guerra non si svolse in Iberia [come auspicavano i Romani] ma proprio alle porte di Roma e lungo tutta l'Italia. Era la fine del 219 a.C. e iniziava la seconda guerra punica.
In seguito (218 a.C.) i Romani inviarono in Spagna i due fratelli Scipioni, Gneo e Publio, i quali avevano deciso di dividere tra loro l'esercito, in modo che Gneo comandasse la guerra per terra e Publio per mare (216 a.C.). Seguirono due anni di continui scontri tra Romani e Cartaginesi per il predominio della penisola iberica (battaglia di Cissa, del fiume Ebro e di dertosa).
E mentre continuava la logorante guerra in Italia, la campagna in Spagna aveva assunto un ruolo sempre più importante. La Hispania Ulterior si sarebbe ribellata ai Romani nel 214 a.C., se Gneo e suo fratello Publio Cornelio Scipione (padre del più famoso Scipione l'africano), non avessero oltrepassato l'Ebro, per incoraggiare gli animi incerti. I Romani inizialmente posero il loro accampamento presso Castrum Album (Alicante), famosa località per una cocente sconfitta rimediata in passato da Amilcare il Grande. La rocca era fortificata. In essa i Romani vi avevano posto importanti riserve di grano, tuttavia erano stati sorpresi dalla cavalleria nemica e 2.000 di loro erano stati uccisi. Fu così che si erano ritirati, accampandosi presso il "monte della Vittoria". Qui giunsero i due Scipioni con l'esercito al gran completo. Contemporaneamente Asdrubale Giscone con un esercito completo si posizionò al di là del fiume, di fronte all'accampamento romano. Livio racconta che Publio, partito per un giro d'ispezione, venne sorpreso da un contingente nemico, che lo costrinse a rifugiarsi su un'altura e, se non fosse stato per il pronto intervento del fratello Gneo, sarebbe stato pesantemente sconfitto. In questo stesso periodo Castulo, che aveva dato i natali alla moglie di Annibale, passò dalla parte dei Romani. Intanto i Cartaginesi si apprestarono ad assediare Iliturgi, dove si trovava un presidio romano dall'anno precedente. Si racconta che Gneo Scipione, partito in soccorso dei suoi con una legione, passò in mezzo a due accampamenti nemici, facendone grande strage e riuscendo a penetrare all'interno di Iliturgi; il giorno seguente ci fu una nuova battaglia, al termine della quale rimasero uccisi ben 12.000 nemici. Vennero inoltre fatti prigionieri più di mille uomini e vennero sottratte 36 insegne nemiche. Così i Cartaginesi si ritirarono da Iliturgi e si recarono a Bigerra (forse l'odierna Bogarra), nel territorio degli Oretani, anch'essa alleata dei Romani. E anche questa volta l'intervento di Gneo Scipione pose fine all'assedio senza dover combattere. I Cartaginesi, dopo questo ennesimo scontro, preferirono trasferire i propri accampamenti nei pressi di Munda (l'odierna Montilla) ed i Romani li seguirono fino nella Hispania Baetica. Anche in questa occasione scoppiò una nuova battaglia che durò per quattro ore circa. L'esito finale rimase incerto anche poiché Gneo rimase ferito al femore e i Romani preferirono ritirarsi.

### I-II secolo
Nel I secolo Vespasiano accordò il diritto latino a tutti i municipi della penisola iberica e creò un'assemblea provinciale per la Betica, che si riuniva una volta all'anno, per celebrare il culto imperiale e discutere dell'amministrazione della provincia.
La Betica restò ai margini dei disordini politici e delle prime invasioni barbariche, ma fu interessata nel 180 dall'invasione dei Mauri in rivolta, che avevano attraversato lo stretto di Gibilterra e devastarono la provincia, sprovvista di truppe come tutte le province senatorie. Il legato Aufidio Vittorino vi riportò l'ordine.

### Le invasioni del V secolo

Hispania nel V secolo, con le popolazioni vandaliche di Asdingi (nel nord-ovest) e Silingi (nel sud).

Nel 409, la prima invasione dei Vandali, degli Suebi e degli Alani sconvolse la penisola e i territori ispanici vennero divisi tra gli invasori per sorteggio: 
[Anno 410] Imperversando i barbari per la Spagna, e infuriando il male della pestilenza, l'esattore tirannico e il soldato depredano le sostanze nascoste nelle città: la carestia infuriò, così forte che le carni umane furono divorate dal genere umano: le madri uccisero o cuocerono i propri nati mangiandoseli. Le bestie feroci, abituati ai cadaveri uccisi con la spada, dalla fame o malattia, uccidono qualsiasi essere umano con le forze che gli rimanevano, si nutrono di carne, preparando la brutale distruzione del genere umano. E la punizione di Dio, preannunciata dai profeti, si verificò con le quattro piaghe che devastarono l'intera Terra: ferro, carestia, peste e le bestie.

[Anno 411] Dopo aver diffuso per le province di Spagna queste piaghe, il Signore ebbe pietà ed i barbari furono costretti alla pace,  e si divisero i territori delle province in cui si erano stabiliti. I Vandali occuparono la Galizia e gli Svevi la parte situata a ovest sulle coste dell'Oceano. Gli Alani si stanziarono nelle province di Lusitania e Cartaginense, i Vandali Silingi, in Betica. Dentro le città e le fortezze gli spagnoli sopravvissuti si sottomisero alla dominazione dei Barbari stanziatisi nelle loro province.»
(Idazio, Cronaca, anni 409-411.)
La Betica venne attribuita ai Vandali Silingi, ma questi vennero annientati nel 417 dai Visigoti di re Vallia al soldo imperiale, che restituirono la provincia di Betica all'Impero, e annientarono anche gli Alani in Cartaginense e in Lusitania; gli sconfitti si riunirono quindi ai Vandali Asdingi in Galizia.
Grazie a questi successi, le province ispaniche della Lusitania, della Cartaginense e della Betica tornarono sotto il controllo romano, ma il problema ispanico non si era tuttavia ancora risolto, anche perché dopo la sconfitta, Vandali Silingi e Alani si coalizzarono con i Vandali Asdingi, il cui re, Gunderico, divenne re dei Vandali e Alani. Costanzo richiamò i Visigoti in Aquitania: era sufficientemente soddisfatto del risultato delle campagne militari, essendo tutta la Spagna tornata in mano imperiale a parte la provincia periferica della Galizia, provincia il cui possesso era rinunciabile a causa della sua bassa produttività. La diocesi di Spagna riprese per qualche tempo a funzionare come in precedenza e per difendere i territori riconquistati dai barbari residui in Galizia fu creato per l'occasione l'esercito di campo della Spagna, attestato per la prima volta dalla Notitia Dignitatum, databile al 420 circa. Nel frattempo, i Visigoti furono stanziati in Gallia Aquitania come foederati, ricevendo terre nella valle della Garonna. L'Aquitania sembra sia stata scelta da Costanzo come terra dove far insediare i foederati Visigoti per la sua posizione strategica: infatti era vicina sia dalla Spagna, dove rimanevano da annientare i Vandali Asdingi e gli Svevi, sia dal Nord della Gallia, dove forse Costanzo intendeva impiegare i Visigoti per combattere i ribelli separatisti Bagaudi nell'Armorica.
Nel frattempo la nuova coalizione vandalo-alana tentò di espandersi in Galizia a danni degli Svevi (419), costringendo i Romani a intervenire nel 420: l'attacco romano, condotto dal comes Asterio, non portò però all'annientamento dei Vandali, ma li spinse piuttosto in Betica. Lungi dall'essere vittoriosa, fu quindi disastrosa in quanto spinse involontariamente i Vandali ad invadere la Betica mettendo a forte repentaglio i risultati positivi delle campagne di riconquista di Vallia: a differenza della periferica e poco importante provincia della Galizia, infatti, la perdita della Betica avrebbe costituito un forte danno per lo stato romano a causa della sua posizione centrale nella diocesi di Spagna. In compenso Asterio riuscì a catturare l'usurpatore Massimo, che aveva per la seconda volta tentato di usurpare il trono, ricevendo come premio il titolo di patrizio (421/422). I massimi vertici dell'Impero, comunque, si resero conto della necessità di annientare i Vandali nella Betica e nel 422 fu organizzata una nuova spedizione sotto il comando del generale Castino per annientarli definitivamente: a questa spedizione avrebbe dovuto prendere parte anche il comes Africae Bonifacio, con le sue truppe africane, ma i due litigarono e di conseguenza Bonifacio rifiutò di partecipare alla spedizione; il generale Castino si scontrò in battaglia contro di essi con un esercito rinforzato da foederati visigoti, ma, forse grazie a un presunto tradimento dei Visigoti, fu da essi sconfitto:
(Idazio, Cronaca, anno 422.)
Nel 425 i Vandali costruirono una flotta e invasero le Baleari e nel 428 conquistarono i porti di Siviglia e di Cartagena. Nel 429 i Vandali e gli Alani, condotti dal re Genserico, invasero l'Africa settentrionale.

Le conquiste di Re Rechila (438-448).

Sembra che in seguito all'invasione vandalica dell'Africa, Ezio ristabilì il controllo romano in tutta la Spagna tranne in Galizia, ma con l'ascesa di re Rechila gli Svevi stanziati in Galizia, approfittando della scarsità di truppe romane in Spagna, conquistarono tra il 439 e il 441 la Betica, la Lusitania e la Cartaginense: 
[Anno 440]... Il conte Censorio, inviato in ambasceria presso gli Svevi, è assediato da Rechila dentro Myrtilis, dove si trovava; e si giunse a una pace.

[Anno 441]... Il re Rechila, dopo essersi impadronito di Siviglia, ridusse in suo potere la Betica e la provincia Cartaginense.»
(Idazio, Cronaca, anni 439-441.)
Nel 446, però, Ezio, nel tentativo di recuperare la Betica e la Cartaginense, inviò un esercito in Hispania sotto il comando del generale Vito, ma questi fu sconfitto da Rechila, che riuscì in questo modo a mantenere il possesso di gran parte della Spagna.
Secondo Kulikowski, tuttavia, non sembra che il controllo svevo su Betica e Cartaginense fosse molto saldo: gli Svevi erano troppo pochi per controllare saldamente quelle due province, e sembra che Rechila fosse riuscito a controllarle eliminando i funzionari provinciali da esse tramite le sue campagne di conquista, in modo «da eliminare fonti alternative di potere locale e competitori diretti per le ricchezze e per il gettito delle regioni»; in altre parole, secondo Kulikowski, «le conquiste di Rechila furono puramente nominali e consistevano più nell'abilità di raccogliere tributi senza l'opposizione di autorità imperiali che in un'occupazione fisica di territori». Secondo Kulikowski, la conquista sveva di Cartaginense e Betica fu ottenuta anche grazie all'appoggio fornito agli svevi da alcuni elementi locali, e ciò spiegherebbe perché l'esercito romano di Vito rinforzato da foederati Visigoti spogliò i provinciali delle due province durante il tentativo di riconquista del 446: per punirli per aver tradito lo stato romano appoggiando la presa di potere degli Svevi. Se Idazio afferma esplicitamente che tra il 446 e il 455 gli Svevi avevano restituito la Cartaginense ai Romani, un altro passo di Idazio, secondo l'interpretazione di Kulikowski, potrebbe indicare un precario ritorno in mano romana della Betica: infatti nel 449 il conte Censorio, funzionario romano, è attestato in Betica, dove venne assassinato, e ciò potrebbe indicare che dopo la campagna di Vito una qualche forma di controllo romano nella Betica fu ristabilito.
Nel 455 i Visigoti, combattendo a nome di Roma, attaccarono gli Svevi e conquistarono la Betica, che rifiutarono però di restituire ai Romani perché l'Imperatore Avito, che essi avevano appoggiato nella sua ascesa al trono, era stato detronizzato dai generali Ricimero e Maggioriano, e quest'ultimo era stato eletto Imperatore. Maggioriano sconfisse i Visigoti in Gallia, costringendoli a restituire all'Impero la diocesi di Spagna, e poi attraversò i Pirenei entrando in Spagna usandola come base d'appoggio per invadere l'Africa per riconquistarla ai Vandali: mentre Nepoziano e Sunierico sconfiggevano i Suebi a Lucus Augusti e conquistavano Scallabis in Lusitania, l'imperatore passò da Caesaraugusta (Saragozza), dove fece un adventus imperiale formale, e aveva raggiunto la Cartaginense, quando la sua flotta, attraccata a Portus Illicitanus (vicino ad Elche), fu distrutta per mano di traditori al soldo dei Vandali. Maggioriano, privato di quella flotta che gli era necessaria per l'invasione, annullò l'attacco ai Vandali e si mise sulla via del ritorno: quando ricevette gli ambasciatori di Genserico, accettò di stipulare la pace, che probabilmente prevedeva il riconoscimento romano dell'occupazione de facto della Mauretania da parte vandala. Al suo ritorno in Italia, venne assassinato per ordine di Ricimero nell'agosto 461. La morte di Maggioriano significò la definitiva perdita della Spagna a favore dei Visigoti: infatti, dopo il ritiro dalla Spagna di Maggioriano, nessun altro ufficiale romano è attestato nelle fonti nella penisola iberica, rendendo evidente che dopo il 460 la Spagna non faceva più - di fatto - parte dell'Impero. I Visigoti fondarono così un regno stabile che faticò però ad assumere il pieno controllo della regione nei confronti delle élite romane locali. Questo controllo si poté dire assicurato solo molti anni dopo la fine dell'Impero romano d'Occidente.

### Occupazione bizantina (metà VI secolo)
Nel 554, il sostegno bizantino dato al re visigoto Atanagildo, in lotta per la successione del trono, permise all'imperatore Giustiniano I di rioccupare, per alcuni decenni, la parte meridionale della penisola; i successori di Giustiniano, però, non furono in grado di mantenere il controllo della regione che intorno al 620-630 era di nuovo sotto la completa sovranità visigota e tale restò fino all'invasione musulmana.

## Geografia politica ed economica
La provincia prosperava grazie alla sua agricoltura, alla buona navigabilità sul fiume Baetis (Guadalquivir) e alle sue miniere di piombo e argento della Sierra Morena e del Rio Tinto. Esportava grano, vino, salamoie, garum e un olio l'oliva molto apprezzato, trasportato nelle famose anfore spagnole.

### Maggiori centri provinciali
L'antica presenza romana e la profonda romanizzazione si manifesta nelle sue numerose città (175 di cui nove erano colonie romane, al tempo di Gaio Plinio Secondo) di cui una buona parte sono tuttora esistenti.
Le quattro sedi giurisdizionali erano: 
- Corduba (Cordova), luogo d'origine della gens Annaea, a cui appartennero Lucio Anneo Seneca e Marco Anneo Lucano;
- Gades (Cadice), antico porto cartaginese e annessa all'Impero romano sotto Giulio Cesare, città natale di Columella;
- Hispalis (Siviglia);
- Italica (Santiponce), fondata da immigrati italici, luogo di origine degli imperatori Traiano e Adriano.

Vi si aggiungono ancora i centri di Astigi (Écija), Bilbilis, patria di Marziale e le colonie di Urso e Tucci.